# Ligne 2 du métro de Bilbao
Pour les articles homonymes, voir Ligne 2.
La ligne 2 du métro de Bilbao, inaugurée le 13 avril 2002, est la ligne la plus récente du réseau. Avec la L1, elle forme un tronc commun entre les stations San Inazio et Etxebarri.

## Historique
La ligne 2 ouvre pour la première fois le 13 avril 2002, entre Bolueta et Urbinaga. Mais, les infrastructures qui lui sont propres se situent entre les stations San Inazio et Urbinaga. En effet, entre cette première et Bolueta, les trains circulent sur les mêmes voies que la ligne 1.
Le 8 janvier 2005, le tronc commun est prolongé d'une station : Etxebarri.
 Le 20 janvier 2007, la ligne gagne trois stations au nord et atteint Portugalete, avant d'atteindre  Santurtzi le 4 juillet 2009. Le 3 septembre 2010, la ligne est en correspondance avec le funiculaire desservant le quartier Mamariga de la commune de Santurtzi, le transfert ayant lieu dans la station éponyme. Le 28 février 2011, le tronc commun est prolongé vers le sud d'une station (Ariz), et pénètre ainsi dans la ville de Basauri où une seconde station ouvre le 11 novembre 2011. À noter que la desserte de Basauri est dorénavant assurée que par la ligne 2 uniquement. Le 28 juin 2014 la ligne 2 du métro de Bilbao a été étendu avec une saison de plus et de conclure ainsi le projet de la ligne 2 du métro de Bilbao. A l'extrémité opposée à Basauri, avec la mise en service de la station Kabiezes à Santurce, la ligne 2 du projet a pris fin. Il est prévu également que les nouveaux garages de métro de Bilbao peut construire ensemble la saison dernière.

## Traduction
- (es) Cet article est partiellement ou en totalité issu de l’article de Wikipédia en espagnol intitulé « Línea 2 (Metro de Bilbao) » (voir la liste des auteurs).